# 黃浮
黃浮（?—?），東漢汝南人，桓帝時為東海相。
中常侍徐璜的侄子徐宣任下邳縣令，徐宣向已故汝南太守李暠的女兒求婚，遭到拒絕。徐宣派人把姑娘搶走，用箭射死，屍體埋於縣衙內。黃浮打算收治徐宣，掾史以下屬吏懼怕徐璜的勢力，再三勸阻，以免觸犯中官。黃浮曰：“徐宣國賊，今日殺之，明日坐死，足以瞑目矣!”黃浮將徐宣一門老幼處死，並將徐宣本人棄市。徐璜大怒，向桓帝告狀，山陽太守翟超、黃浮被判苦役，剃去鬚髮，戴上腳鐐和頸鎖，輸作右校。